# Atanas Pekanow

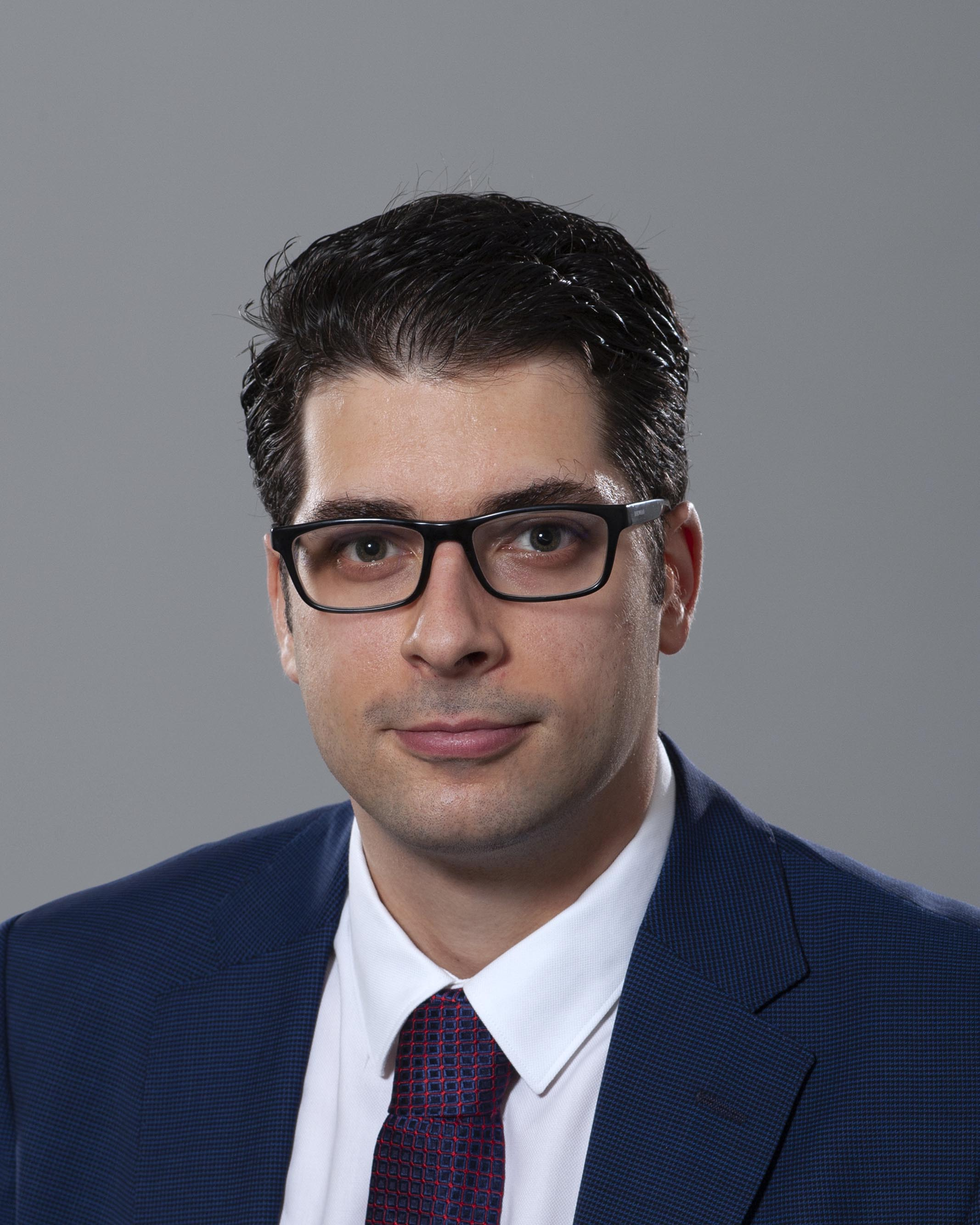
Atanas Pekanow

Atanas Pekanow (bulgarisch Атанас Пеканов, englisch Atanas Pekanov; * 30. April 1991 in Athen) ist ein bulgarischer Wirtschaftswissenschaftler. Er war stellvertretender Ministerpräsident für das Management der europäischen Fonds in den Übergangsregierungen Janew I und Janew II (12. Mai 2021 bis 13. Dezember 2021) sowie Donew I und Donew II (2. August 2022 bis 6. Juni 2023).

## Leben
Pekanow absolvierte das deutschsprachige Galabov-Gymnasium Sofia und studierte danach von 2010 bis 2014 Wirtschaft an der WU Wien (BSc) sowie von 2014 bis 2015 am University College London (MSc). Seit 2017 ist er Doktorand an der WU Wien.
Er arbeitete 2015 bis 2017 bei der EZB in Frankfurt, seit 2017 ist er am WIFO in Wien tätig und seit 2018 als externer Lektor an der WU Wien. 2019/20 war er Fulbright-Stipendiat an der Harvard University.